# Федерация авиационного спорта СССР
Федерация авиационного спорта СССР (ФАС СССР) — советская общественная организация, руководившая всеми видами авиационного спорта и занимавшаяся вопросами спортивных проблем авиации и космонавтики.
Была создана 25 декабря 1959 года при ЦК ДОСААФ СССР с целью развития и популяризации авиационных видов спорта, повышения мастерства спортсменов, содействия достижению спортивных успехов, совершенствования спортивной авиационной техники, пропагандистско-идеологической работы. Работала под руководством ЦК ДОСААФ.
В 1960 году ФАС СССР стала членом Международной авиационной ассоциации.
С 1962 по 1990 годы председателем федерации был генерал-майор авиации Александр Косс.
Правопреемником ФАС СССР стала Федерация авиационного спорта России, которая была создана в январе 1992 года.